# Dalila Ippólito
Dalila Belén Ippólito (Buenos Aires, 24 marzo 2002) è una calciatrice argentina, centrocampista della nazionale argentina.

## Carriera

### Club

#### Inizi in Argentina: River Plate e UAI Urquiza
Ippólito cresce a Villa Lugano, barrio della capitale Buenos Aires, dove appassionandosi al calcio fin da giovanissima inizia l'attività sportiva vestendo la maglia del Jóvenes Deportistas.
In seguito, nel 2013, si trasferisce al River Plate, debuttando in prima squadra soltanto due anni dopo, nel 2015. Entrata in pianta stabile nella prima squadra, gli anni successivi si rivelano i più vincenti con Dalila che a soli 15 anni, conquista il titolo di campione di Argentina e disputa la Copa Libertadores Femenina arrivando terza nel torneo.
In virtù delle buone prestazioni con il River Plate, nel 2019 si trasferisce al UAI Urquiza con la quale colleziona 13 partite tra campionato e coppa.

#### Stagioni in Italia
Il 19 agosto 2020, svincolatasi dall'UAI Urquiza, viene acquistata a parametro zero dalla Juventus, scegliendo di indossare la maglia numero 5. Con la Juventus ha collezionato solamente quattro presenze in campionato.
A fine luglio 2021 si è trasferita in prestito al Pomigliano, società neopromossa in Serie A, per disputare con la squadra campana la stagione entrante. Benché alla guida tecnica della squadra si alternino in diversi momenti Manuela Tesse e  Domenico Panico, la fiducia in Ippólito non viene meno, venendo impiegata in 19 dei 22 incontri di campionato e debuttando con la nuova maglia fin dalla 1ª giornata, il 28 agosto, nella sconfitta in trasferta per 3-0 al Juventus Training Center di Vinovo. Prima del termine della stagione segna 2 reti, e benché non risulti particolarmente incisiva nel computo complessivo delle realizzazioni del Pomigliano si mette in luce con uno spettacolare gesto tecnico in occasione del gol che fissa sul 2-1 il risultato nel derby campano con il Napoli, una veronica che disorienta le avversarie prima della conclusione in porta.
Scaduti i termini del contratto, durante la sessione estiva di calciomercato il cartellino torna alla Juventus solo per essere ceduta, questa volta a titolo definitivo, al neoiscritto Parma alla massima serie femminile, iscrizione avvenuta grazie all'acquisto dell'Empoli Ladies FBC, arrivato nono nella passata stagione di Serie A.
Nell'estate 2023 dopo la retrocessione delle crociate, decide di fare ritorno al Pomigliano ritornando a disputare la Serie A dalla stagione entrante.

### Nazionale
Ippólito inizia ad essere convocata dalla Federazione calcistica dell'Argentina (AFA) per vestire inizialmente la maglia della formazione Under-17 per poi fare la trafila delle giovanili dalla Under-19 fino all'Under-20, disputando con quest'ultima il campionato sudamericano di Argentina 2020.
Le qualità espresse nelle giovanili Albicelestes convincono il commissario tecnico Carlos Borrello a inserirla nella lista delle 23 calciatrici convocate per il Mondiale di Francia 2019, torneo al quale la nazionale femminile mancava dall'unica partecipazione all'edizione di Cina 2007, deve è la più giovane del gruppo. Durante il torneo Borrello la impiega in una sola occasione, debuttando così in una Mondiale il 19 giugno 2019, nell'incontro della fase a gironi con la Scozia rilevando Sole Jaimes al 70', condividendo la rimonta della sua nazionale che, in quel momento sotto di tre reti, riesce a terminare sul 3-3.

## Statistiche

### Presenze e reti nei club
Aggiornate al 19 maggio 2024.
| Stagione          | Squadra           | Campionato        | Campionato | Campionato | Coppe nazionali | Coppe nazionali | Coppe nazionali | Coppe continentali | Coppe continentali | Coppe continentali | Altre coppe | Altre coppe | Altre coppe | Totale | Totale |
| Stagione          | Squadra           | Comp              | Pres       | Reti       | Comp            | Pres            | Reti            | Comp               | Pres               | Reti               | Comp        | Pres        | Reti        | Pres   | Reti   |
| ----------------- | ----------------- | ----------------- | ---------- | ---------- | --------------- | --------------- | --------------- | ------------------ | ------------------ | ------------------ | ----------- | ----------- | ----------- | ------ | ------ |
| 2020-2021         | Juventus          | A                 | 4          | 0          | CI              | 2               | 1               | UWCL               | 0                  | 0                  | SI          | -           | -           | 6      | 1      |
| 2021-2022         | Pomigliano        | A                 | 19         | 2          | CI              | 2               | 0               |                    | -                  | -                  |             | -           | -           | 21     | 2      |
| 2022-2023         | Parma             | A                 | 4          | 0          | CI              | 0               | 0               |                    | -                  | -                  |             | -           | -           | 4      | 0      |
| 2023-2024         | Pomigliano        | A                 | 20         | 3          | CI              | 1               | 0               |                    | -                  | -                  |             | -           | -           | 21     | 3      |
| Totale Pomigliano | Totale Pomigliano | Totale Pomigliano | 39         | 5          |                 | 3               | 0               |                    | -                  | -                  |             | -           | -           | 42     | 5      |
| Totale carriera   | Totale carriera   | Totale carriera   | 47         | 5          |                 | 5               | 1               |                    | -                  | -                  |             | -           | -           | 52     | 6      |

## Palmarès

### Club
- Campionato argentino: 1

River Plate: 2016-2017
- Campionato italiano: 1

Juventus: 2020-2021

### Nazionale
- Giochi panamericani:

 Lima 2019